# Меч и перо
«Меч и перо» (азерб. Qılınc və qələm, Гылынҹ вə гәләм) — историко-приключенческий роман Мамеда Саида Ордубади, написанный в 1946—1948 годах. Его действие происходит главным образом в Гяндже XI—XII веков — периода Государства Ильдегизидов. Главными героями являются поэт Низами Гянджеви и его друг Фахраддин, талантливый полководец и народный заступник. Характер друзей и характеризует название романа — «Меч и перо».